# Central Eleuthera District
Central Eleuthera District är ett distrikt i Bahamas. Det ligger i den östra delen av landet, 120 km öster om huvudstaden Nassau.